# 亞貝格
亞貝格是瑞士的城鎮，位於該國中西部，由伯恩州負責管轄，面積1.32平方公里，一半土地是農業用地，海拔高度540米，2011年人口258，人口密度每平方公里195人。